# 姆巴省
姆巴省（斐濟語發音：[ᵐba]）是斐济的一个省，位于该国最大岛屿维提岛西北部。它是维提岛上8个省之一。该省是斐济人口最多的省，人口231,760（2007年统计）。该省陆地面积2,634平方公里，面积居斐济第二位。
该省的主要城镇有姆巴、楠迪等。该省省会为劳托卡。
17°32′S 177°41′E / 17.533°S 177.683°E